# Fort XIV Twierdzy Warszawa
Fort XIV („Annopol”, „Marywil”) – fort pierścienia zewnętrznego Twierdzy Warszawa, położony na prawym brzegu Wisły. Obecnie nieistniejący.

## Opis
Fort został wybudowany w latach 80. XIX wieku. Został częściowo zniszczony na mocy rozkazu carskiego w 1913 o likwidacji Twierdzy Warszawa.
Ostateczna likwidacja została przeprowadzona pomiędzy 1926 a 1932 rokiem. Teren fortu został wtedy przeznaczony pod budowę osiedla dla bezdomnych na Annopolu. 